# 半導体産業
半導体産業（はんどうたいさんぎょう）とは、電子部品である半導体を生産し販売する産業である。米国を主体に欧州・韓国で設計開発が行われ、これらの地域とアジア地域で生産が行われる傾向がある。2008年（平成20年）の世界中の半導体売上高の合計は 2,550億米ドルであった。

## 産業構造
半導体産業は、設計だけを行う企業、製造だけを行う企業、製造装置を作る企業、検査装置を作る企業、流通販売だけを行う企業、材料を作り供給する企業、これらの複数を1社で行う企業などが互いに関係を保ちながら大きな産業界を構成している。
主にデジタル半導体産業に特有の特徴となるが、生産設備を整えるための初期投資はかなり大規模となるために、それぞれの製品は世界市場に向けて生産され、世界規模での半導体製造会社となる傾向が強い。
速い世代交代
デジタル半導体では集積度密度の向上などが図られた新たな世代の製品が登場すると、高性能化だけでなく製造コストの低減化も行われる。このため、回路の縮小化技術を中心に新技術の開発が絶え間なく行われ、また、数年ごとに行われるプロセス（後述の前工程にほぼ同義）技術の世代交代によって、保有する生産設備の主要な製造装置の多くが陳腐化するため、製造業の中でも開発費と新たな生産設備への投資は多額となる。
巨額投資とシリコンサイクル
デジタル半導体の生産では、主に初期投資となる固定費が大きいが、変動費は小さいため、生産量の増加によって製品当りの経費は急速に減少する。このため経済的得失を考えれば生産設備は常にフル稼働が最良であり、製品価格の低落時でも生産調整を行い難くさせている。量産規模が拡大できれば低価格化が可能となるため、競合他社より多く生産し販売することで市場に多少製品が溢れてもある程度までなら低価格競争に勝ち残れるという経営判断が時として下されることがあり、このような考えに基づいて生産規模の拡大を複数社が同時に行うことで市場の需給バランスを大きく崩し「シリコンサイクル」（半導体業界全体の景気循環）として顕在化することがある。

### 設計・製造メーカー
半導体産業の中でも、自社で新たな半導体素子の開発を行って設計し、生産ラインを保有して製造を行う会社が産業の中核を成している。
これらのメーカーはその製造する半導体の種類によって大きく2つに分かれ、多くの半導体製造会社はいずれか一方を主力製品として製造しているが、デジタルとアナログの混載製品も製造される。
- アナログ半導体メーカー
- デジタル半導体メーカー

アナログ半導体には個別半導体（ディスクリート半導体）と集積回路（IC）となった製品が存在し、個別半導体としてはLEDや太陽電池といった身近な製品から、高周波の電波領域に関わる高性能製品や、一部の産業用パワーエレクトロニクス用製品のような特殊な製品があり、従来、トランジスタやダイオードといった個別半導体で構成されていた音響機器は、今ではほとんどがアナログ半導体による集積回路で構成されるようになっており、そういった集積回路も含めて、それぞれを得意とする企業があり、分業化と専門化が進んでいる。
デジタル半導体ではさらに製造する製品による分業化が進み、量産製品を作るメーカーでもCPU、DRAM、SRAM、フラッシュメモリ、マイクロコントローラ、プログラマブルロジックデバイスとFPGA、標準ロジックICなどを、いくつかは複数分野の製品を作ることはあってもほとんど専門分野に注力している。
また、デジタル半導体では特注品にも分類できる製品としてASICがあり、このASICは特注ばかりでなく汎用品としても販売される。
デジタル半導体を製造する企業としては、自社内で回路設計から製造工場、販売までの全ての機能を持つ垂直統合企業の他に、自社では設計だけ行い、製造だけを行う企業へ生産を委託する分業の形態がある。以下ではデジタル半導体での分業化を示すがアナログを専門とするファブレス企業も複数存在する。
ファブレス・メーカー
半導体の回路設計を行い外注生産後にその製品を販売する会社である。需要家の要求や市場の予測に基づいて新規に電子回路の半導体部分の回路を設計して、生産は半導体生産工場である「ファブ」（Fab、foundry、ファウンドリ）を持つ外部企業に委託することになり、多くが専業ファブやファウンダリ企業と呼ばれる企業に委託される。過去には生産設備を保有していたが資本の有効利用や生産規模の流動化への対応を求めて、分社化や売却を行った結果としてファブレスとなった会社や、新興企業で生産設備を持たずに比較的小さな需要の製品を作る会社がある。
専業ファブ（ファウンダリ企業）
半導体の生産設備だけを持つ会社である。自らは回路設計を行わず、ファブレス・メーカーや設計と製造の両方を行う企業からの要望に応じて半導体の委託生産を行う。基本的には半導体生産の前工程（上流工程）だけを行い、製造されたウエハーは依託元企業か、後工程（下流工程）を行う「サブコントラクター」と呼ばれるテスト＆パッケージング専業会社に引き渡すことになる。前工程と後工程のすべてを行う専業ファブもある。マスクパーターンを決めるレイアウト設計から行うことが基本であるが、製造も行う企業からの委託では工程の互換性が取れればレイアウト設計やレチクル作成は省ける。
21世紀現在、製造施設の有無に関わらず回路設計を行う会社は、外部企業が保有するIP（Intellectual Property）と呼ばれる既存の回路設計の使用権を購入することで、汎用的な回路をわざわざ自社内で設計するコストと時間を省いて、既に動作が保証されているIPを自ら設計する回路の一部に取り込むことがある。
IPプロバイダー
設計会社、又は製造会社の特殊化した形態ともいえるが、自ら設計した回路構成を他社に使用権として販売することで収益を得る会社である。また、専業ファブの中には顧客が求めそうな機能ブロックをIPとして保有し使用権を販売することで、顧客の囲い込みを図る会社もある。IPはプロセス技術に制約されるため、専業ファブの得意なプロセスでIPを持つことは一般的に他の汎用的なIPより有利である。
デザインハウス
設計会社では製造を外注するが、製品そのものは設計会社のものである。これに対してデザインハウスでは、設計製造する半導体企業が回路設計の全体、又は一部分の設計作業だけを外部企業であるデザインハウスに委託するので、設計した製品はデザインハウスのものではない。

### 製造装置メーカー
半導体産業全体の中でも半導体そのものを設計製造する企業に次いで大きな業種を構成しているものに、半導体製造装置を作る企業群がある。
半導体の製造には、微細な光学的加工や真空やガスを扱い、常に純度の高い清浄な環境が求められる。他の製造業とは異なるこういった特徴によって、多いものでは600もの工程を必要とする半導体の製造に用いられる主要なものだけでも100種類以上にのぼる装置類の多くは、これらの高い要求を満たす高度な技術力を備えた専業の半導体製造装置メーカーによって作られ、半導体を設計製造する企業に販売される。
半導体製品の微細化が進めば量産時のコストが削減できるという半導体産業特有の事情によって、数年の周期で半導体製造装置の微細化が大きく進められ、多くの場合、ユーザーである半導体製造企業との共同によって先端科学技術による次世代の製造プロセスが開発され、これに基づいて新たな世代の装置が生み出される。また、これらの装置では数世代ごとに扱えるウェハーの直径が拡大されて、生産効率を高める工夫も行われている。
常に革新的な技術の導入が求められているため、いくつかある大企業の下には大学や企業からスピンアウトした無数の企業家による小さな新興企業群が存在する典型的なIT産業を構成している。
半導体の製造は、「フォトマスク（レチクル）作成工程」、「前工程」、「後工程」に大別され、製品の性能や製造コストを主に支配する前工程での製造装置が単体価格や技術レベルでも高くなるため、産業規模で見ても前工程製品の占める割合が大きい。
フォトマスク（レチクル）作成工程
レイアウト設計と回路パターンとフォトマスク（多くの場合がレチクル）の作成工程がある。フォトマスク類はレーザー描画装置や電子ビーム露光装置によって細かな画像が描かれ作成される。詳細はフォトマスク#製造工程と使用法を参照のこと。フォトマスクもアウトソーシングによる請負会社が現れている。
前工程
前工程では、洗浄装置で洗浄されたウェハーは、まずCVD装置やイオン注入装置、PVD装置等によって必要な箔膜を表面に形成し、次にコータ・アンド・デベロッパのようなフォトレジスト液の塗布と加熱定着を行う装置によって露光処理の準備が施される。そしてステッパとも呼ばれる露光装置が何十枚ものレチクルやフォトマスクをが順次装着して、シリコンウェハー上に回路パターンを光学的に転写してから、エッチングによって不要部分を溶かすことで洗浄後は必要な層だけが残る。このように微細な回路を構築してゆく。21世紀からは回路上の膜の積層度も上がってCMP工程によって回路表面の平坦化が何度も行われ、CMP装置が研磨剤（スラリー）と研磨布（パッド）でウェハー表面を研磨によって削ってゆく。
後工程
後工程は大きく分けると検査と組立の工程からなる。検査工程も、製品価格や用途に応じて出荷直前に通電するだけのものから、ウエハーの状態でLSIテスターにより電気的な動作を確認するもの、パッケージに仕上げてから数日間の間に駆動電源と動作信号を掛け続け周囲環境を高温と低温に変化させるようなバーンイン検査など多種の検査がある。組立工程では、ダイシング工程とマウンティング工程（ダイボンディング工程）を経て、多くの場合はワイヤーボンディング工程によって外部との接続端子であるリードフレームやインターポーザーの配線に繋がれる。多くの半導体ではプラスチックによってトランスファーモールディング方式で射出成形される。最後に検査とマーキングの後、静電気除去処理の施されたトレイやチューブに収納され梱包されて製品となる。マーキングは、シルクスクリーン印刷によるものと、レーザーマーキングによるものがある。

### 検査装置メーカー
前工程と後工程の要所で行われる検査で使用される検査装置は、専業メーカーによって製造されている。デジタル半導体用のウェハーレベルでの検査装置で言えば、メモリー半導体を検査するメモリー・テスタと他のロジック半導体を検査するロジック・テスタという違いはあるが、ウェハープローバという名前の、交換可能なプローブカードに付いた多数のプローブを各チップごとのボンディング・パッドやテスト・パッドに当てる装置と、DCパラメトリック・テスタ、メモリー・テスタ／ロジック・テスタを使って検査を行い、不良品に傷やインクを付けるか、別途メモリーに情報を記憶させて、いずれもダイボンディング工程でパッケージングを行わないようにする。また、パッケージ後の出荷前の検査としてバーンイン（Burn-in）装置があり、これは高温槽を主体とするバーンイン装置本体とその中のバーンイン基板、そしてバーンイン基板上に検査対象の半導体パッケージを自動で挿抜する挿抜機から構成される。今後はMCM化のためにウェハー・レベルでのバーンイン検査が求められる傾向がある。

### 材料メーカー
ほとんどの半導体の基材となるシリコン・ウェハーを製造して製造メーカーに販売する材料メーカーも、半導体産業の一部を構成している。材料メーカーでは、ケイ素、つまりシリコンを含む岩石から金属シリコンを取り出し、高純度に製錬してからシリコン単結晶を作り、それを薄い円盤状に切り出してシリコン・ウェハーを作っている。
産業規模でのウェハーはその直径が4インチから始まって、5インチ、6インチ、8インチとしだいに大きくなり、2009年現在では12インチ（300 mm）のものが普及段階にある。

### 流通販売会社
半導体の流通販売は主要な販売経路として、大手半導体製造メーカーと大手電気機器メーカー間の直接取引きと、これらより規模の小さな中規模企業間での販売を仲立ちする半導体商社によって扱われている。また、個人消費者や企業内での開発試作のような小規模な販売は、半導体商社を経由した部品店や通信販売・ネット販売などで扱われる。

### その他
その他の半導体産業に関連する産業としては、純水製造やガスと真空を扱う産業、テープ材メーカー、梱包用のコンテナ（ジャー）やトレイといったプラスチック製品の産業、航空輸送産業、金を含む希少金属の供給源であり都市鉱山として知られる廃品回収業としての貴金属産業、クリーンルームの重要技術となるHEPAやULPAといったエアフィルターの産業、生産管理システム等を構築するソフトウェア産業（製造装置とそれらのシステムを結ぶ業界標準の通信規格（SECS/GEM）が存在する） などがある。

## 歴史
電気回路の歴史において半導体の登場は、その用途を大きく広げる革新的な技術となった。
18世紀中ごろのライデン瓶や18世紀末の電池の発明以降、電磁誘導の発見や白熱電球の発明によって照明や動力の用途で徐々にではあるが広く電気の使用は社会へ広がった。
1906年の三極管の発明によって電気信号を電気的に増幅することが可能となったが、短命であるため信頼性が低く、小型化にも向かなかった。
1939年に最初の半導体素子であるダイオードは発明されると、それ以降、1948年のトランジスタや1950年代に集積回路は生み出され、その後、集積度は指数関数的に向上して、21世紀現在の半導体隆盛期を迎えている。
需要の急増に伴い、経済安全保障にも関わる分野となっており、半導体産業が国力の指標ともなっている。

## 産業規模
2007年には2,695億米ドルだったものが2008年には2,550億米ドルと微減した。
半導体・製造装置メーカー売上高ランキング、年度別ファブレス売上高ランキング、年度別半導体ファウンドリー売上高ランキング、年度別半導体製造装置売上高ランキング

## デジタル半導体産業の動向
もともと半導体はトランジスタラジオに代表されるようなアナログ製品しか存在しなかったが、PCが爆発的に普及した1980年代を境にデジタル半導体産業は急成長し、アナログ半導体の産業規模を追い越してしまった。

### 巨額投資の装置産業
ウエハーサイズが直径300mmの最先端Fab（ファブ、半導体製造工場）を新規に建設して製造装置類をそろえると、32-45nmプロセスで35-40億ドル必要になると云う。
このため、デジタル半導体では、自社で設計と製造を行う企業と設計と製造をそれぞれ分業して行う企業群とに分かれる。それまでも徐々に分業化が進んではいたが2000年以降の10年ほどで、従来は設計から製造まで行っていた企業が製造についてはアウトソーシングする傾向が強くなり、これに合わせて専業ファブが急成長を遂げている。

### 微細化競争
「プロセスルール」と呼ばれる回路微細化の最小幅は、CPU製造分野を先頭に半導体製造装置の微細化が進み、2009年現在は45nm（ナノメートル、10億分の1メートル）から32nmへの量産段階へと切り替わりつつあり、近い将来には22nmへ移行すると考えられている。量産数量では小さいがGPUと呼ばれる画像表示専用半導体がGPGPUの台頭もあり、CPUに追随して回路の微細化が進んでいる。CPUやGPUに微細化で追うのが量産規模でも大きなフラッシュメモリ用となるNAND型フラッシュメモリとNOR型フラッシュメモリであり、幾分フラッシュメモリより微細化では遅れる傾向があるDRAMも量産規模では半導体産業では大きな割合を占めている。キャッシュメモリとして使用されるSRAMが微細化ではこれらとメモリー半導体と同等であるが量産規模では小さい。ASIC/ASSPは量産規模では大きいが微細化競争では先端技術を使用するものから数世代古いほとんど陳腐化寸前の技術まで使用され、プロセスルールの幅が広い。これらの後に、プログラマブルロジックデバイス、FPGA、マイクロコントローラー、標準ロジックICといった半導体が続く。

### 2008年後半からの不況
2008年後半から始まった世界的な不況は半導体業界へも波及し、DRAM製造の各社が最も大きな影響を受けた。DRAMシェアで首位の韓国サムスンを除けば、2位の韓国ハイニックスから3位独キマンダ、4位日本のエルピーダメモリ、5位米マイクロンなど、主要な全社が2008年第四半期に大きな赤字を計上し、この内の数社は企業の存続が危ぶまれている。日本のエルピーダメモリは台湾メモリー (TMC) などとの業務提携で危機を当面回避できたが、独キマンダは2009年1月に破産手続きを開始した。
フラッシュメモリも出荷数量低下と共に単価の急落によって各社が大幅赤字となった。CPUでも予定していた数量が伸びず米インテルは営業赤字、米AMDは大幅赤字によって人員整理を行っている。
2009年出荷予定のWindows 7も、マイクロソフトのOSとしては初めて動作環境の軽量化を宣言しており、Windows Vistaへの切り替えもあまり進まない状況下では、DRAMやCPUの需要増がどれほど大きくなるかは不透明である。

### ソリッドステートドライブ (SSD)
従来からソリッドステートドライブ (SSD) やシリコンディスクと呼ばれていたHDD等価の半導体メモリ装置が、フラッシュメモリを使用することで2008年から本格的なFlash SSD製品として広く普及をはじめた。

### 最近の動向
最近の半導体産業は、米国や中国といった大国に集約される傾向が強くなっており、今や最新の半導体より数代も型落ちしたような半導体しか作れない日本の半導体産業などは、今後もはや為す術もなく完全消滅へと向かうほかないとの予測もある。

## 他産業との関係

### 操業停止の影響
21世紀の今日では工業製品の多くに半導体が使用されているため、特定の半導体工場が地震や火災によって被害を受けて長期に渡り生産できない時には、その半導体部品を使用している多くの産業が影響を受ける。個別の半導体工場が操業を停止した場合は、最悪でも他の工場に切り替える期間だけ待てば供給が改善されるだろうが、シリコンウェハーのように工場数や企業数が限られているものでは、その影響は長期間に及ぶ恐れがある。

### 将来性が期待される関連産業
電気通信機器での半導体の使用はすでにかなり行き渡っているが、自動車や航空機への半導体による制御装置の利用は21世紀初頭現在も拡大を続けており、特に自動車産業ではこれまでのエンジンコントロールやエアコン、カーナビといった情報装置だけでなく、電気モーターやバッテリーと共に動力装置の主要構成要素として半導体による電力制御用途でのアナログ半導体の利用拡大が目前に迫っている。これと同様に、家庭内でも省エネルギーを目的としたインバーター式の電力制御の用途がゆっくり確実に広がり続けており、将来は家庭内発電や直流給電のような用途も想定される。
LEDも青色の実用化で白色発光が可能になると、照明用途での今後の利用が期待される。太陽電池も石油エネルギーへの依存脱却や二酸化炭素削減の動きと生産コストや発電効率の向上も含めた今後の展開が期待されている。

### 隣接技術
平面テレビのような微細加工が求められる製品では半導体の製造技術が背景となったように、医療用や科学実験用などの多くの精密加工が必要な製品に半導体産業から生まれた先端技術が使用されており、MEMSと呼ばれる新たな電子機械分野では3次元加速度センサのような形で民生製品にも採用が始まっている。

### ソフトウェア産業
PCとそれを取り巻く多様な業種からなる（小型の）コンピュータ産業は、概ね、ソフトウェア産業とハードウェア産業の2つの分野から構成され、1980年代-1990年代はソフトウェアの高機能化に応じてハードウェアにもより高い性能が求められ、それを原動力に毎年のようにCPUやDRAMといった半導体製品の能力が向上してきた。2009年現在では、多くのソフトウェアに高付加価値化や高機能化の余地が少なくなると同時にハードウェアの中核である半導体にも性能に対する余剰感が生じている。これを裏付けるように、Eee PCのような低価格PCが好調な販売実績を上げているため、デジタル半導体への今後の影響が懸念されている。
ソフトウェアの中でも最も普及しているWindows OSでは、新たな製品が出る時に主に個人用のPCでの買い替え需要が生まれたことがあるために、2009年末予定のWindows 7の登場に期待がかかっている。

## 環境対策

### 製造工程
半導体製造工場内でも、特に前工程で使用される化学薬品に有毒な化学物質が多く、環境外に排出される前に厳重に管理された廃液処理プラントによって無害化され、有毒物は回収される。特に21世紀に入ってからは環境への配慮の必要性が一層厳しさを増し、使用する薬品も環境に配慮した素材の開発が行われている。

### 無鉛化など
主に2003年のRoHS指令を転機に、半導体パッケージ中の鉛やその他の含有する有毒物質の使用が制限されるようになっている。電気製品が不用意に遺棄され、または焼却処分された場合に製品中に使用されたハンダの中の鉛成分など、環境汚染物質の拡散を防止することが目的とされるこの欧州での規制に対応して、半導体で使用される有害物質の削減が進められている。